# Siping Lu
Siping Lu (chiń. 四平路站) – stacja początkowa metra w Szanghaju, na linii 8 i linii 10. Zlokalizowana jest pomiędzy stacjami Anshan Xincun, Quyang Lu, Tongji Daxue i Youdian Xincun. Została otwarta 29 grudnia 2007.